# 숀 패트릭 토머스
숀 패트릭 토머스(Sean Patrick Thomas, 1970년 12월 17일 ~ )는 미국의 배우이다.

## 출연 작품
- 드라큘라 2000